# Aroa coccinata
Aroa coccinata är en fjärilsart som beskrevs av Swinhoe 1916. Aroa coccinata ingår i släktet Aroa och familjen tofsspinnare. Inga underarter finns listade i Catalogue of Life.